# Zbigniew Piotrowski (polityk)
Zbigniew Jan Piotrowski (ur. 1 stycznia 1947 w Zboiskach) – polski działacz partyjny i samorządowy, w latach 1983–1990 prezydent Krosna.

## Życiorys
Syn Ferdynanda i Antoniny. Zdobył wykształcenie wyższe inżynierskie. Działał we władzach Stowarzyszenia Miłośników Ziemi Krośnieńskiej. W 1964 wstąpił do Polskiej Zjednoczonej Partii Robotniczej, pomiędzy 1983 a 1989 należał do egzekutywy Komitetu Miejskiego PZPR w Krośnie. W latach 1983–1990 pełnił funkcję prezydenta Krosna. W tym okresie powstało m.in. Biuro Wystaw Artystycznych w Krośnie.